# Rolf Schönberger
Rolf Schönberger (* 25. Oktober 1954 in Günzburg) ist ein deutscher Philosoph und Hochschullehrer für Geschichte der Philosophie mit dem Schwerpunkt Philosophie des Mittelalters.

## Leben
Nach einem Studium an der Ludwig-Maximilians-Universität München und dem Abschluss 1979 als Magister Artium arbeitete er bis zu seiner Promotion 1983 bei Robert Spaemann als Hilfskraft am Institut für Philosophie. Er habilitierte 1990 zum Thema Ad aliquid. Buridans Relationstheorie im Kontext seines Denkens und der Scholastik. Nun nahm er mehrere Lehraufträge und Vertretungen an, so an der Hochschule für Philosophie S.J., der Universität Freiburg, der Universität München und der Pädagogischen Hochschule Weingarten. Von 1996 bis zu seiner Emeritierung war er Inhaber des Lehrstuhls für Geschichte der Philosophie mit Schwerpunkt mittelalterliche Philosophie an der Universität Regensburg. Vom 1. Oktober 1999 bis 30. September 2001 war er Dekan der Philosophischen Fakultät I. Seit 2004 ist er Ordentliches Mitglied der Bayerischen Akademie der Wissenschaften.
Von 2012 bis 2015 war Schönberger Mitglied des Hochschulrates der Katholischen Universität Eichstätt-Ingolstadt.

## Forschung
Bekannt ist er sowohl durch die Erstellung von Repertorien und Datenbanken wie auch durch zahlreiche Fachpublikationen u. a. zur Semantik göttlicher Namen und anderen Themen des Denkens von Thomas von Aquin, zur Problem- und Begriffsgeschichte des Seinsbegriffs, zur Relationstheorie Johannes Buridans, zum Scholastikbegriff und zur Geschichte der Gottesbeweise.

## Werke (Auswahl)
- Repertorium edierter Texte des Mittelalters aus dem Bereich der Philosophie und angrenzender Gebiete, 2. völlig überarbeitete und erweiterte Auflage, 3 Bde., Berlin: Akad.-Verlag, 2011, ISBN 978-3-05-003342-6.
- Der letzte Gottesbeweis, München, Pattlochverlag, 2007, ISBN 978-3-629-02178-6.
- Anselm von Canterbury, München: Beck, 2004, ISBN 3-406-51087-6.
- Thomas von Aquin zur Einführung, Hamburg: Junius, 2012, ISBN 978-3-88506-351-3.
- Relation als Vergleich: die Relationstheorie des Johannes Buridan im Kontext seines Denkens und der Scholastik, Leiden; New York; Köln: Brill, 1994, ISBN 90-04-09854-2.
- Repertorium edierter Texte des Mittelalters aus dem Bereich der Philosophie und angrenzender Gebiete, Berlin: Akad.-Verlag, 1994, ISBN 3-05-002258-2.
- mit Thomas Buchheim und Walter Schweidler (Hrsg.): Spaemanns Philosophie. Blaue Reihe, Meiner, Hamburg 2024, ISBN 978-3-7873-4584-7.